# Азіз Бегич
Азіз Бегич (англ. Aziz Behich, нар. 16 грудня 1990, Мельбурн, Австралія) — австралійський футболіст, захисник клубу «Мельбурн Сіті» та збірної Австралії.

## Клубна кар'єра

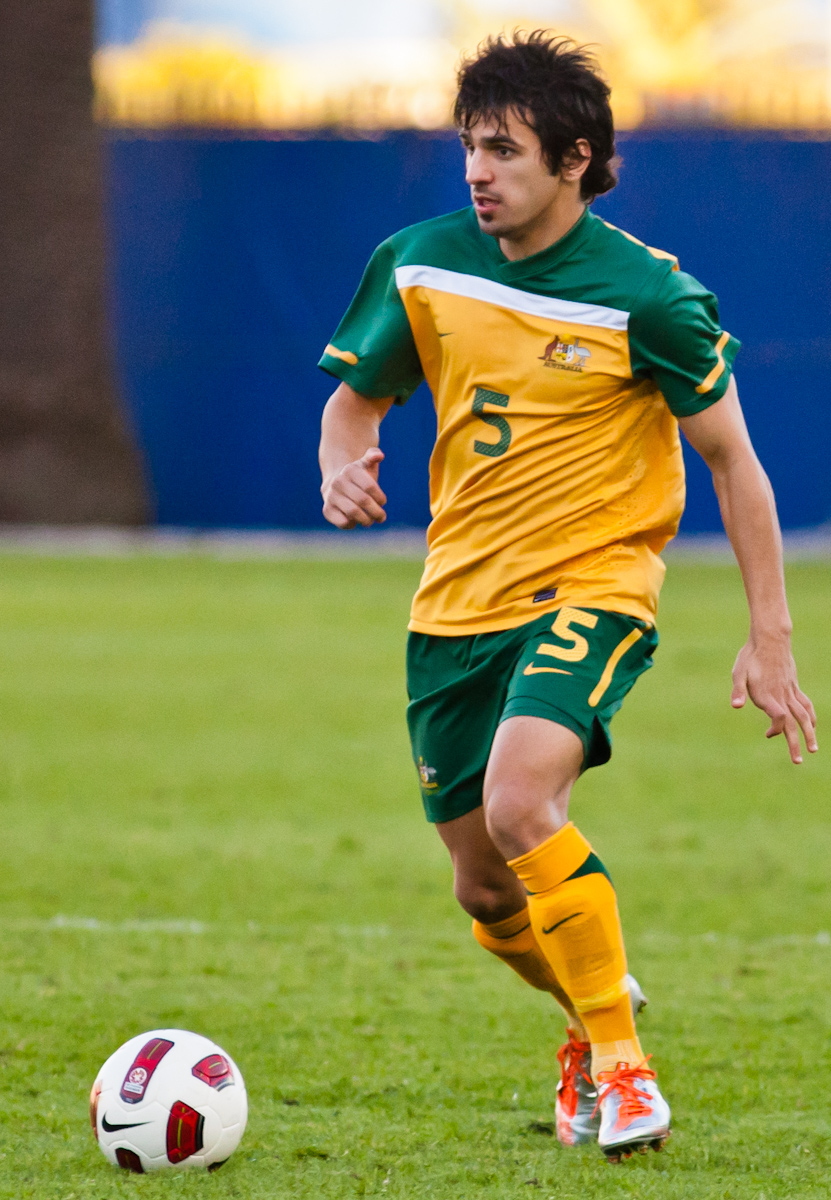
Бегич у 2011

У дорослому футболі дебютував 2008 року виступами за команду клубу «Грі Гуллі», в якій провів один сезон, взявши участь у 31 матчі чемпіонату. Більшість часу, проведеного у складі, був основним гравцем захисту команди.
Протягом 2009—2010 років захищав кольори команди клубу «Мельбурн Вікторі».
2010 року, після короткого перебування у «Г'юм Сіті», уклав контракт з клубом «Мельбурн Харт», у складі якого провів наступні три роки своєї кар'єри гравця. Граючи у складі «Мельбурн Харт» також здебільшого виходив на поле в основному складі команди.
2013 приєднався до турецького клубу «Бурсаспор» та того ж року був відданий в оренду команді «Мельбурн Харт», де провів один рік.
Після річної оренди повернувся до складу клубу «Бурсаспор». Відтоді встиг відіграти за команду з Бурси 122 матчі у національному чемпіонаті.
31 серпня 2018 року перейшов до складу нідерландського клубу «ПСВ».
24 травня 2019 року було оголошено, що Бегич повернеться до Туреччини, де буде виступати у складі «Істанбул Башакшехір» з сезону 2019—2020. 2 жовтня 2020 року на правах оренди перейшов до «Кайсеріспора».

## Виступи за збірні
Протягом 2011–2012 років залучався до складу молодіжної збірної Австралії. На молодіжному рівні зіграв у 9 офіційних матчах, забив 1 гол.
2012 року дебютував в офіційних матчах у складі національної збірної Австралії. Наразі провів у формі головної команди країни 19 матчів, забивши 2 голи.
У складі збірної був учасником кубка Азії з футболу 2015 року в Австралії, розіграшу Кубка конфедерацій 2017 року у Росії, Кубка світу 2018.

## Особисте життя
Народився у родині турецьких емігрантів з Кіпру. Через це мав право грати за збірні Туреччини або Австралії, вибравши останню.

## Ігрова статистика
Станом на 5 червня 2019
| Клуб               | Сезон   | Ліга1 | Ліга1 | Кубок | Кубок | Континентальні змагання | Континентальні змагання | Інше  | Інше | Всього | Всього |
| Клуб               | Сезон   | Матчі | Голи  | Матчі | Голи  | Матчі                   | Голи                    | Матчі | Голи | Матчі  | Голи   |
| ------------------ | ------- | ----- | ----- | ----- | ----- | ----------------------- | ----------------------- | ----- | ---- | ------ | ------ |
| «Мельбурн Вікторі» | 2009–10 | 5     | 0     | 0     | 0     | 0                       | 0                       | 0     | 0    | 5      | 0      |
| «Мельбурн Вікторі» | Всього  | 5     | 0     | 0     | 0     | 0                       | 0                       | 0     | 0    | 5      | 0      |
| «Мельбур Харт»     | 2010–11 | 27    | 0     | 0     | 0     | 0                       | 0                       | 0     | 0    | 27     | 0      |
| «Мельбур Харт»     | 2011–12 | 24    | 1     | 0     | 0     | 0                       | 0                       | 0     | 0    | 24     | 1      |
| «Мельбур Харт»     | 2012–13 | 14    | 0     | 0     | 0     | 0                       | 0                       | 0     | 0    | 14     | 0      |
| «Мельбур Харт»     | 2013–14 | 24    | 1     | 0     | 0     | 0                       | 0                       | 0     | 0    | 24     | 1      |
| «Мельбур Харт»     | Всього  | 89    | 2     | 0     | 0     | 0                       | 0                       | 0     | 0    | 89     | 2      |
| «Бурсаспор»        | 2012–13 | 1     | 0     | 1     | 0     | 0                       | 0                       | 0     | 0    | 2      | 0      |
| «Бурсаспор»        | 2013–14 | 0     | 0     | 0     | 0     | 0                       | 0                       | 0     | 0    | 0      | 0      |
| «Бурсаспор»        | 2014–15 | 29    | 0     | 8     | 0     | 2                       | 0                       | 0     | 0    | 39     | 0      |
| «Бурсаспор»        | 2015–16 | 26    | 1     | 5     | 0     | 0                       | 0                       | 1     | 0    | 32     | 1      |
| «Бурсаспор»        | 2016–17 | 32    | 0     | 2     | 0     | 0                       | 0                       | 0     | 0    | 34     | 0      |
| «Бурсаспор»        | 2017–18 | 31    | 5     | 3     | 0     | 0                       | 0                       | 0     | 0    | 34     | 5      |
| «Бурсаспор»        | 2018–19 | 3     | 0     | 0     | 0     | 0                       | 0                       | 0     | 0    | 3      | 0      |
| «Бурсаспор»        | Всього  | 122   | 6     | 19    | 0     | 2                       | 0                       | 1     | 0    | 144    | 6      |
| «ПСВ»              | 2018–19 | 4     | 0     | 2     | 0     | 0                       | 0                       | 0     | 0    | 6      | 0      |
| Всього             | Всього  | 220   | 8     | 21    | 0     | 2                       | 0                       | 1     | 0    | 244    | 8      |

1 - включаючи матчі фінальної серії А-Ліги

## Титули і досягнення
- Чемпіон Туреччини (1):

«Істанбул Башакшехір»: 2019-20
- Володар Кубка Азії: 2015